# Parco nazionale di Cat Ba
Il parco nazionale di Cat Ba (in vietnamita:Vườn quốc gia Cát Bà) è un'area naturale protetta del Vietnam. È stato istituito nel 1986 e occupa una superficie di 15,200 ha nel distretto del Cat Hai, nella provincia di Hai Phong. È una delle sei riserve della biosfera del Vietnam.
Il parco si sviluppa attorno all'Isola di Cat Ba, a ovest della baia di Ha Long.
Le sue coordinate sono: da 20°44' a 20°51'N, e da 106°58' a 106°45'E.
Nel parco trovano rifugio ben 25 specie a rischio di estinzione della Lista rossa vietnamita dello IUCN.